# وزنه
وزنه، روستایی از توابع بخش محمدیار شهرستان نقده در استان آذربایجان غربی ایران است.

## مردم‌شناسی

### جمعیت
این روستا در دهستان حسنلو قرار دارد و براساس سرشماری مرکز آمار ایران در سال ۱۳۸۵، جمعیت آن ۴۶۰ نفر (۸۵ خانوار) بوده‌است.

### اتنیک و زبان
مردم این روستا، مردم کرد هستند که به زبان کردی سورانی صحبت می‌کنند؛ دین‌شان اسلام و پیرو مذهب سنی هستند.